# Evaporazione flash

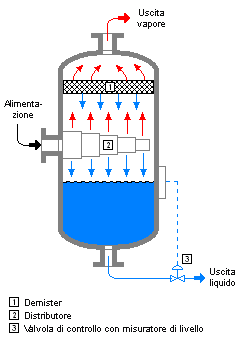
Schema di funzionamento di un separatore flash.

L'evaporazione flash (o evaporazione parziale) consiste in un'evaporazione parziale (cioè in cui solo una parte del liquido viene fatta evaporare) effettuata facendo passare il liquido attraverso una valvola di laminazione (o un altro dispositivo di laminazione).
L'evaporazione parziale di liquidi ad un solo componente è utilizzata nel ciclo frigorifero a compressione.
Se l'alimentazione è costituita da una miscela liquida multicomponente, la fase vapore all'uscita dall'apparecchiatura (detta separatore flash) sarà più ricca del componente più volatile rispetto alla fase liquida.

## Separazione flash
Il separatore flash è costituito da un serbatoio in cui viene immessa l'alimentazione liquida attraverso un dispositivo di laminazione. Il serbatoio presenta un'uscita dal basso per la fase liquida, raccolta nel fondo del recipiente, e una uscita dall'alto per la fase vapore, che viene privata dai trascinamenti di liquido attraverso un demister.
Il livello del liquido raccolto nel fondo del serbatoio viene in genere controllato da una valvola di controllo posta all'uscita del liquido, che varia la propria apertura a seconda del livello raggiunto dal liquido nel recipiente.
Il processo di separazione flash di un liquido multi-componente può essere visto come una distillazione con un singolo stadio di equilibrio. Il calcolo delle quantità di liquido e di vapore uscente viene effettuato tramite un calcolo per tentativi a partire dall'equazione di Rachford-Rice:
{\displaystyle \sum _{i}{\frac {z_{i}\,(K_{i}-1)}{1+\beta \,(K_{i}-1)}}=0}
dove:
- zi è la frazione molare del componente i nell'alimentazione, che si assume nota;
- β è la frazione di alimentazione evaporata;
- Ki è la costante di equilibrio del componente i.

La costante di equilibrio Ki è funzione della temperatura ed è definita dall'equazione:
{\displaystyle y_{i}=K_{i}\,x_{i}}
in cui:
- xi è la frazione molare del componente i nella fase liquida;
- yi è la frazione molare del componente i nella fase vapore.

Una volta che l'equazione di Rachford-Rice è stata risolta per β, le composizioni xi e yi possono essere determinate come:
{\displaystyle {\begin{aligned}x_{i}&={\frac {z_{i}}{1+\beta (K_{i}-1)}}\\y_{i}&=K_{i}\,x_{i}.\end{aligned}}}
In particolare, l'equazione di Rachford-Rice può avere molte soluzioni per β, ma tra queste una sola rende positivi xi e yi, ed è data da:
{\displaystyle {\frac {1}{1-K_{\text{max}}}}=\beta _{\text{min}}<\beta <\beta _{\text{max}}={\frac {1}{1-K_{\text{min}}}}.}

### Applicazioni
La separazione flash viene impiegata in molti scenari, tra i quali:
- Raffinerie petrolifere
- Impianti di processamento del gas naturale
- Impianti chimici e petrolchimici
- Sistemi di refrigerazione
- Centrali geotermiche